# Rugby Europe Championship 2021
Rugby Europe Championship 2021 – jedyny poziom rozgrywek w ramach sezonu 2020/2021 Rugby Europe International Championships. 
Obrońcą tytułu mistrzowskiego była Gruzja, która ostatecznie zdołała obronić trofeum, wygrywając rozgrywki po raz czwarty z rzędu. W porównaniu z poprzednią edycją w stawce zabrakło Belgii, która w wyniku rozegranego 29 maja 2021 barażu została zastąpiona przez zwycięzcę Rugby Europe Trophy (drugiego poziomu rozgrywek) – reprezentacja Holandię, debiutującą w Rugby Europe Championship. Z uwagi na nierozgrywanie Rugby Europe Trophy w sezonie 2020/2021, po tym sezonie nie zaplanowano spadków ani awansów.
Kalendarz rozgrywek został przesunięty w stosunku do lat poprzednich z uwagi na pandemię COVID-19 i opóźnienie ostatnich rozstrzygnięć sezonu 2019/2020. Rozgrywki zaplanowano początkowo w okresie od marca do listopada 2021 (po zmianach terminarza z sierpnia 2021 ostatni mecz zaplanowano na drugą połowę grudnia). Stanowiły one jednocześnie jeden z etapów kwalifikacji europejskich do Pucharu Świata w Rugby 2023 (o awansie przesądzić miała łączna klasyfikacja tej edycji oraz kolejnej).

## Tabela
Tabela rozgrywek:
|   | Drużyna    | Mecze | Wygrane | Remisy | Przegrane | Bilans punktów | Różnica | Punkty dodatkowe | Punkty |
| - | ---------- | ----- | ------- | ------ | --------- | -------------- | ------- | ---------------- | ------ |
| 1 | Gruzja     | 5     | 5       | 0      | 0         | 153:73         | +80     | 4                | 24     |
| 2 | Rumunia    | 5     | 3       | 0      | 2         | 136:104        | +32     | 2                | 14     |
| 3 | Portugalia | 5     | 3       | 0      | 2         | 196:139        | +57     | 2                | 14     |
| 4 | Hiszpania  | 5     | 2       | 0      | 3         | 164:109        | +55     | 4                | 12     |
| 5 | Rosja      | 5     | 2       | 0      | 3         | 97:142         | −45     | 1                | 9      |
| 6 | Holandia   | 5     | 0       | 0      | 5         | 73:252         | −179    | 0                | 0      |

## Spotkania
| 6 marca 202115:00 MSK (UTC+3) | Rosja          | 18:13(6:10) | Rumunia                           | Stadion „Fiszt”, Soczi Sędzia: Szota Tewzadze |
| 6 marca 202115:00 MSK (UTC+3) | Gajsin 18 (6K) | 18:13(6:10) | Vlaicu 8 (pd 2K), Antonescu 5 (P) | Stadion „Fiszt”, Soczi Sędzia: Szota Tewzadze |
| 6 marca 202115:00 MSK (UTC+3) | Moțoc          | 18:13(6:10) |                                   | Stadion „Fiszt”, Soczi Sędzia: Szota Tewzadze |

| 6 marca 202114:45 WET (UTC±0) | Portugalia                      | 16:29(13:10) | Gruzja | CAR Jamor, Oeiras Widzów: 0 Sędzia: Gianluca Gnecchi |
| 6 marca 202114:45 WET (UTC±0) | Marques 11 (pd 3K), Marta 5 (P) | 16:29(13:10) | Bregwadze 5 (P), Dżalagonia 5 (P), Mamukaszwili 5 (P), Melikidze 5 (P), Modebadze 5 (P), Matiaszwili 4 (2pd) | CAR Jamor, Oeiras Widzów: 0 Sędzia: Gianluca Gnecchi |
| 6 marca 202114:45 WET (UTC±0) | Appleton                        | 16:29(13:10) | Kweseladze · Tchilaiszwili                                                                                   | CAR Jamor, Oeiras Widzów: 0 Sędzia: Gianluca Gnecchi |

| 13 marca 202113:00 WET (UTC±0) | Portugalia                                                      | 27:28(17:9) | Rumunia                                                                  | CAR Jamor, Oeiras Widzów: 30 Sędzia: Luc Ramos |
| 13 marca 202113:00 WET (UTC±0) | Marques 12 (3pd 2K), Antunes 5 (P), Portela 5 (P), Storti 5 (P) | 27:28(17:9) | Vlaicu 9 (3K), Cojocaru 5 (P), Onuțu 5 (P), Savin 5 (P), Melinte 4 (2pd) | CAR Jamor, Oeiras Widzów: 30 Sędzia: Luc Ramos |
| 13 marca 202113:00 WET (UTC±0) | de Andrade · dos Santos · Tadjer                                | 27:28(17:9) | Căpățână                                                                 | CAR Jamor, Oeiras Widzów: 30 Sędzia: Luc Ramos |

| 14 marca 202112:45 CET (UTC+1) | Hiszpania                             | 19:25(10:10) | Gruzja                                                                     | Estadio Nacional Complutense, Madryt Widzów: 0 Sędzia: Pierre Brousset |
| 14 marca 202112:45 CET (UTC+1) | Linklater 11 (P 2K), Güemes 8 (pd 2K) | 19:25(10:10) | Abżandadze 10 (2pd 2K), Bregwadze 5 (P), Dżalagonia 5 (P), Tabucadze 5 (P) | Estadio Nacional Complutense, Madryt Widzów: 0 Sędzia: Pierre Brousset |

| 20 marca 202112:45 MSK (UTC+3) | Rosja         | 6:23(3:16) | Gruzja                                                     | Stadion Kaliningrad, Królewiec Widzów: 9500 Sędzia: Andrea Piardi |
| 20 marca 202112:45 MSK (UTC+3) | Gajsin 6 (2K) | 6:23(3:16) | Abżandadze 13 (P pd 2K), Ninaszwili 5 (P), Tabucadze 5 (P) | Stadion Kaliningrad, Królewiec Widzów: 9500 Sędzia: Andrea Piardi |

| 20 marca 202115:00 EET (UTC+2) | Rumunia                                       | 22:16(6:6) | Hiszpania                     | Stadion Ghencea, Bukareszt Widzów: 50 Sędzia: Nika Amaszukeli |
| 20 marca 202115:00 EET (UTC+2) | Vlaicu 12 (4K), Căpățână 5 (P), Melinte 5 (P) | 22:16(6:6) | Ordas 11 (pd 3K), Rouet 5 (P) | Stadion Ghencea, Bukareszt Widzów: 50 Sędzia: Nika Amaszukeli |
| 20 marca 202115:00 EET (UTC+2) | Cojocaru                                      | 22:16(6:6) | Malié · Mora · Rouet · Quercy | Stadion Ghencea, Bukareszt Widzów: 50 Sędzia: Nika Amaszukeli |

| 27 marca 202115:00 WET (UTC±0) | Portugalia                                                                                    | 43:28(14:21) | Hiszpania                                                   | CAR Jamor, Oeiras Widzów: 0 Sędzia: Ludovic Cayre |
| 27 marca 202115:00 WET (UTC±0) | Marques 18 (P 5pd K), Fernandes 5 (P), Marta 5 (P), Portela 5 (P), Simões 5 (P), Storti 5 (P) | 43:28(14:21) | Ordas 13 (P 4pd), Linklater 5 (P), Pinto 5 (P), Rouet 5 (P) | CAR Jamor, Oeiras Widzów: 0 Sędzia: Ludovic Cayre |
| 27 marca 202115:00 WET (UTC±0) | Marques · Madeira                                                                             | 43:28(14:21) | Futeu · Malié · Perrin                                      | CAR Jamor, Oeiras Widzów: 0 Sędzia: Ludovic Cayre |

| 28 marca 202115:00 GET (UTC+4) | Gruzja                                                                                              | 28:17(13:7) | Rumunia                                                   | Stadion im. Micheila Meschiego, Tbilisi Widzów: 8000 Sędzia: Paulo Duarte |
| 28 marca 202115:00 GET (UTC+4) | Abżandadze 8 (pd 2K), Gigaszwili 5 (P), Tabucadze 5 (P), Babunaszwili 3 (dg), karne przyłożenie – 7 | 28:17(13:7) | Căpățână 5 (P), Gorin 5 (P), Vlaicu 5 (pd K), Plai 2 (pd) | Stadion im. Micheila Meschiego, Tbilisi Widzów: 8000 Sędzia: Paulo Duarte |
| 28 marca 202115:00 GET (UTC+4) | Mamukaszwili                                                                                        | 28:17(13:7) | Savin                                                     | Stadion im. Micheila Meschiego, Tbilisi Widzów: 8000 Sędzia: Paulo Duarte |

| 26 czerwca 202116:00 GET (UTC+4) | Gruzja | 48:15 | Holandia                                                   | Kavkasioni Arena, Telawi Widzów: 700 Sędzia: Alexandru Ionescu |
| 26 czerwca 202116:00 GET (UTC+4) | Niniaszwili 15 (3P), Tabucadze 10 (2P), Babunaszwili 6 (3pd), Dżawachia 5 (P), Gogiczaszwili 5 (P), Lobżanidze 5 (P), Abżandadze 2 (pd) | 48:15 | Van Dijk 5 (P), Hop 5 (P), Rademaker 3 (K), Weersma 2 (pd) | Kavkasioni Arena, Telawi Widzów: 700 Sędzia: Alexandru Ionescu |

| 10 lipca 202115:00 CEST (UTC+2) | Holandia                                                     | 28:61(7:28) | Portugalia                                                    | Nationaal Rugby Centrum, Amsterdam Widzów: 1600 Sędzia: Aled Evans |
| 10 lipca 202115:00 CEST (UTC+2) | Campbell 10 (2P), Weersma 8 (4pd), Wierenga 5 (P), Hop 5 (P) | 28:61(7:28) | Storti 25 (5P), Marquès 16 (8pd), Marta 15 (3P), Tadjer 5 (P) | Nationaal Rugby Centrum, Amsterdam Widzów: 1600 Sędzia: Aled Evans |

| 17 lipca 202113:30 MSK (UTC+3) | Rosja                                                                | 26:49(14:20) | Portugalia | Stadion Niżny Nowogród, Niżny Nowogród Widzów: 5500 Sędzia: Ben Blain |
| 17 lipca 202113:30 MSK (UTC+3) | Silienko 10 (2P), Kusznariow 6 (3pd), Gierasimow 5 (P), Syczew 5 (P) | 26:49(14:20) | Marquès 17 (4pd 3K), Appleton 5 (P), Granate 5 (P), Lima 5 (P), Simões 5 (P), Portela 5 (P), karne przyłożenie – 7 | Stadion Niżny Nowogród, Niżny Nowogród Widzów: 5500 Sędzia: Ben Blain |
| 17 lipca 202113:30 MSK (UTC+3) | Wawilin · Czuraszow                                                  | 26:49(14:20) | Madeira · Diniz | Stadion Niżny Nowogród, Niżny Nowogród Widzów: 5500 Sędzia: Ben Blain |

| 6 listopada 202115:00 CET (UTC+1) | Holandia                             | 8:35(0:14) | Rosja                                                                                     | Nationaal Rugby Centrum, Amsterdam Widzów: 2000 Sędzia: Keith Allen |
| 6 listopada 202115:00 CET (UTC+1) | Van der Avoird 5 (P), Weersma 2 (pd) | 8:35(0:14) | Gajsin 10 (5pd), Brocas 5 (P), Iwanow 5 (P), Karzanow 5 (P), Morozow 5 (P), Żiwatow 5 (P) | Nationaal Rugby Centrum, Amsterdam Widzów: 2000 Sędzia: Keith Allen |
| 6 listopada 202115:00 CET (UTC+1) | Potichanow                           | 8:35(0:14) |                                                                                           | Nationaal Rugby Centrum, Amsterdam Widzów: 2000 Sędzia: Keith Allen |

| 13 listopada 202117:30 EST (UTC+2) | Rumunia                                                                                             | 56:15(28:10) | Holandia                                               | Stadionul Arcul de Triumf, Bukareszt Widzów: 0 Sędzia: Peter Martin |
| 13 listopada 202117:30 EST (UTC+2) | Melinte 16 (8pd), Dumitru 15 (3P), Cojocaru 10 (2P), Bărdașu 5 (P), Simionescu 5 (P), Vaovasa 5 (P) | 56:15(28:10) | Van der Avoird 5 (P), Van Oord 5 (pd K), Bloemen 5 (P) | Stadionul Arcul de Triumf, Bukareszt Widzów: 0 Sędzia: Peter Martin |

| 14 listopada 202112:45 CET (UTC+1) | Hiszpania | 49:12(21:0) | Rosja                                      | Estadio Nacional Complutense, Madryt Widzów: 5000 Sędzia: Ben Breakspear |
| 14 listopada 202112:45 CET (UTC+1) | Mora 10 (2P), Güemes 8 (4pd), Ordas 6 (3pd), Gimeno 5 (P), Losada 5 (P), Perrin 5 (P), Pinto 5 (P), Tauli 5 (P) | 49:12(21:0) | Kononow 5 (P), Uzunow 5 (P), Gajsin 2 (pd) | Estadio Nacional Complutense, Madryt Widzów: 5000 Sędzia: Ben Breakspear |
| 14 listopada 202112:45 CET (UTC+1) | Gimeno | 49:12(21:0) | Gallo · Morozow                            | Estadio Nacional Complutense, Madryt Widzów: 5000 Sędzia: Ben Breakspear |

| 18 grudnia 202114:00 CET (UTC+1) | Holandia                            | 7:52(7:21) | Hiszpania | Nationaal Rugby Centrum, Amsterdam Sędzia: Eoghan Cross |
| 18 grudnia 202114:00 CET (UTC+1) | Van der Avoird 5 (P), Mistou 2 (pd) | 7:52(7:21) | Rouet 15 (P 5pd), Bell 10 (2P), Van der Berg 5 (P), Gimeno 5 (P), Jorba 5 (P), Minguillon 5 (P), Pinto 5 (P), Munilla 2 (pd) | Nationaal Rugby Centrum, Amsterdam Sędzia: Eoghan Cross |